# Саариярви
Са́ариярви или Сариярви(фин. Saarijärvi) — город в провинции Центральная Финляндия в Финляндии.
Численность населения составляет 10 582 человек (2010). Город занимает площадь 1422,86 км², из которых водная поверхность занимает 170,64 км². Плотность населения — 8,45 чел/км².

## Известные уроженцы и жители
- Матиас Калониус (1738—1817) — финский государственный деятель, юрист, первый прокурор Великого княжества Финляндского.
- Отто Стенрот (1861—1939) — первый министр иностранных дел Финляндии
- Эйя Хюютияйнен (р.1961) — финская лыжница